# Wolmar von Fahrensbach
Wolmar von Fahrensbach (* vor 1500; † nach 1554) Lehnsmann und Diplomat des Deutschen Ordens, Erbherr auf Nelwa, Heimar und Nurms in Estland.

## Leben
Er stammte aus der deutsch-baltischen Familie Fahrensbach. Er war Begründer des polnischen Hauses der Familie. Aus seiner Ehe mit einer von Kursell sollen elf Söhne hervorgegangen sein, von denen jedoch lediglich drei, Wilhelm, Conrad und Jürgen mündig wurden. Darüber hinaus hatte er von einer unbekannten Frau einen natürlichen Sohn Tönnies, welcher bereits 1528 mündig war.
1549 empfing er in Hapsal sein Lehen. Zweimal wurde er im Auftrag des Ordens zum Papst und zum Kaiser gesandt. Im Widerspruch dazu wird er auch als Bevollmächtigter des Reiches und der Römische Kurie beim Deutschen Orden in Livland bezeichnet.